# Старостина, Ольга Ивановна
О́льга Ива́новна Ста́ростина (16 марта 1911, Москва — 1987, там же) — советский режиссёр, театральный педагог, кандидат искусствоведения, профессор ГИТИСа.

## Биография
Родилась в 1911 году в Москве. Училась в студии Ю. Завадского, брала частные уроки у Н. П. Хмелёва, затем участвовала в создании театра студии под руководством Хмелева, ассистировала в постановке спектаклей «Не было ни гроша…» и др. Окончила режиссёрско-педагогический факультет ГИТИСа (первый набор), где училась у таких мастеров режиссуры, как Б. М. Сушкевич, И. Я. Судаков. Поставила спектакли в театрах Бреста, Элисты, Нальчика. В ГИТИСе выпустила девять национальных студий. Оставила воспоминания, посвящённые театральной жизни Москвы 1920—1930-х гг., учёбе в студиях и ГИТИСе, странствиям в годы войны, которые были изданы в 2012 году её ученицей В. В. Тополагой. Основала вместе с Борисом Григорьевичем Кульнёвым кафедру мастерства актёра в Воронежском государственном институте искусств в 1971 году.

## Ученики
- Ткачёв Лев Александрович, народный артист России, профессор;
- Куценко Сергей Филиппович, заслуженный артист России, ректор Ярославского театрального института;
- Сисикина Ирина Борисовна, профессор, зав. кафедрой мастерства актёра Воронежской государственной академии искусств;
- Тополага Виолетта Владимировна, профессор кафедры мастерства актёра Воронежской государственной академии искусств.